# 比洛里亚
比洛里亚，是西班牙卡斯蒂利亚-莱昂巴利亚多利德省的一个市镇。总面积11平方公里。2001年普查人口總數為375人，人口密度為每平方公里34人。